# نيو ورلد أوردر

شعار نيو ورلد أوردر

نيو ورلد أوردر (بالإنجليزية: New World Order)‏ ، ويختصر بثلاثة أحرف إنجليزية إن دبليو أوه (NWO) ، هي بطولة رسمية لمصارعة الحرة بالولايات المتحدة وعاشت فترة طويلة من سنة 1996 إلى أواخر عقد 2000م، وشارك فيه كل من سكوت هول وهولك هوجان وكيفين ناش وغيرهم.

## وصلات خارجية
- نيو ورلد أوردر على موقع دبليو دبليو إي (الإنجليزية)
- نيو ورلد أوردر على موقع عالم المصارعة على الإنترنت (الإنجليزية)
- نيو ورلد أوردر على موقع عالم المصارعة على الإنترنت (الإنجليزية)

- Official Site (Archive)
- New World Order (Original)
- New World Order (Japan)
- New World Order (Hollywood)
- New World Order (2000)
- New World Order (WWF/E)
- The Band
- (EIEAITFAC2014NWO)